# Fet i amagar (pel·lícula)
Fet i amagar (títol original: Hide and Seek) és una pel·lícula de 2005, dirigida per John Polson i protagonitzada per Robert De Niro i Dakota Fanning. Es va estrenar el 27 de gener de 2005 amb gran èxit de taquilla, encara que no li va passar el mateix amb les crítiques que va rebre, que en general van ser negatives. En canvi, la interpretació dels actors va ser molt apreciada. Especialment la de Fanning que va rebre elogis i l'aclamació per la crítica i per la qual cosa es va convertir en la primera persona a guanyar un premi MTV Movie en la categoria Millor interpretació de terror l'any 2005.
La pel·lícula va ser un èxit financer va aconseguir recaptar $ 122.650.962 dòlars a tot el món.
Ha estat doblada al català.

## Argument
Després del suïcidi de la seva esposa, David (Robert De Niro) -un psicòleg-, descobreix que la seva filla de nou anys, es comporta de manera estranya i traumatitzant. Ella afirma que té un amic imaginari anomenat Charlie i que si deia alguna cosa sobre ell, li faria molt de mal a ella.
David es porta la seva filla a una casa apartada de la ciutat perquè s'obri a una altra forma de vida, de manera que els records sobre la seva mare no l'afectin de manera. Allà coneixen al xèrif Hafferty (Dylan Baker), que vigila la casa per possibles conflictes; a una dona habitant del poble anomenada Elizabeth (Elizabeth Shue), que després comença una relació amb David; a la neboda d'Elizabeth, a la qual Emily odia; i als seus veïns Laura (Melissa Leo) i Steven (Robert John Burke). Al principi, Emily no articula paraula alguna i demostra certa desconfiança cap als desconeguts. David intenta recórrer als mètodes de la seva esposa perquè reaccioni però res funciona.

### Finals alternatius
La pel·lícula té cinc finals, un per als cinemes i quatre per a les versions de DVD. En la versió per a cinema, Emily i Katherine acaben vivint juntes, i les últimes escenes mostren a Emily dibuixant amb Katherine en un paper, però quan les dues surten de casa, després es veu el dibuix d'Emily amb dos caps, indicant que Emily també pateix de doble personalitat.
En una de les versions per a DVD, Emily i Katherine estan en una cambra que sembla l'habitació d'una casa normal, però, en realitat és un hospital psiquiàtric, on Emily està internada. Un altre final és igual que el del cinema, solament que en mostrar el dibuix, Emily només té un cap, és a dir, no hereta la patologia del seu pare i acaba en un final feliç. Els altres dos finals són gairebé iguals al primer, on mostren a Emily adormida en una habitació, i quan Katherine es va i tanca la porta, Emily comença a comptar fins a 10,000, fent al·lusió al fet que juga a fet i amagar, i quan obre la porta de l'armari diu: "There you are" (aquí aquestes), dirigint-se al mirall dins d'ell, indicant la malaltia heretada. La diferència entre aquests dos finals, és que en un es troba a la casa de Katherine, mentre que en l'altre apareix a l'hospital psiquiàtric.

## Repartiment
- Robert De Niro: David Callaway
- Dakota Fanning: Emily Callaway
- Famke Janssen: Katherine
- Elisabeth Shue: Elisabeth Young
- Dylan Baker: Hafferty
- Melissa Leo: Laura
- Robert John Burke: Steven

## Taquilla
En el seu primer cap de setmana als cinemes dels Estats Units, la pel·lícula va recaptar 21.959.233 dòlars. Als EUA la pel·lícula en va recaptar 51.100.486. La pel·lícula en va aconseguir 71.544.334 a nivell internacional. En general, la pel·lícula va recaptar 122.650.962 dòlars a tot el món.

## Premis i nominacions
- 2005 Teen Choice Award Millor escena de crit: Elizabeth Shue, Nominada
- Millor pel·lícula de suspens: Hide and Seek, Nominada
- MTV Movie Award Millor actuació espantada: Dakota Fanning, Guanyadora
- Golden Trailer Award Millor tràiler de pel·lícula de terror: Hide and Seek, Guanyadora
- 2006 Fangoria Chainsaw Awards Millor Actriu: Dakota Fanning Nominada